# Eygurande-et-Gardedeuil
Eygurande-et-Gardedeuil (tiếng Occitan là Eiguranda e Gardadelh) là một xã của Pháp, nằm ở tỉnh Dordogne trong vùng Aquitaine của Pháp.

## Thông tin nhân khẩu
| Năm    | 1962 | 1968 | 1975 | 1982 | 1990 | 1999 | 2006 |
| ------ | ---- | ---- | ---- | ---- | ---- | ---- | ---- |
| Dân số | 484  | 423  | 365  | 310  | 300  | 296  | 345  |